# Bruce Boudreau
Pour les articles homonymes, voir Boudreau.
Temple de la renommée LAH : 2009
Bruce Allan Boudreau (né le 9 janvier 1955 à Toronto, dans la province de l'Ontario, au Canada) est un joueur et entraîneur professionnel canadien de hockey sur glace.

## Carrière de joueur
Après une carrière junior avec les Marlboros de Toronto dans la Ligue de hockey de l'Ontario où il remporte la Coupe Memorial en 1975, il est sélectionné par les Fighting Saints du Minnesota de l'Association mondiale de hockey et par les Maple Leafs de Toronto de la Ligue nationale de hockey, respectivement en 1974 et en 1975. Ne réussissant pas à s'entendre avec le club de Toronto, il signe avec les Fighting Saints.
Il fit alors ses débuts professionnels avec Jets de Johnstown, alors le club-école des Fightings Saints, ne s'alignant que 30 parties avec le club du Minnesota. La saison suivante, il rejoint finalement l'organisation des Maple Leafs de Toronto. En partie en raison de sa stature, il ne réussit jamais à s'imposer comme joueur au niveau de la Ligue nationale de hockey. Il joua majoritairement dans les ligues mineures, est nommé à quelques reprises au sein des équipes d'étoiles et remporte aussi les championnats des marqueurs.
Il a par ailleurs été figurant dans le film La Castagne (Slapshot) de George Roy Hill (1977) .

### Statistiques joueur
| Saison     | Équipe                       | Ligue          |     | Saison régulière | Saison régulière | Saison régulière | Saison régulière | Saison régulière |    | Séries éliminatoires | Séries éliminatoires | Séries éliminatoires | Séries éliminatoires | Séries éliminatoires |
| Saison     | Équipe                       | Ligue          | PJ  | B                | A                | Pts              | Pun              | PJ               | B  | A                    | Pts                  | Pun                  |                      |                      |
| 1972-1973  | Marlboros de Toronto         | AHO-Jr.        | 61  | 38               | 49               | 87               | 22               | -                | -  | -                    | -                    | -                    |                      |                      |
| 1973-1974  | Marlboros de Toronto         | AHO-Jr.        | 53  | 46               | 67               | 113              | 51               | -                | -  | -                    | -                    | -                    |                      |                      |
| 1974-1975  | Marlboros de Toronto         | LHJMO          | 69  | 68               | 97               | 165              | 52               | 22               | 12 | 28                   | 40                   | 26                   |                      |                      |
| 1975       | Marlboros de Toronto         | Coupe Memorial | -   | -                | -                | -                | -                | 5                | 2  | 2                    | 4                    | 15                   |                      |                      |
| 1975-1976  | Jets de Johnstown            | NAHL           | 34  | 25               | 35               | 60               | 14               | 9                | 6  | 5                    | 11                   | 7                    |                      |                      |
| 1975-1976  | Fighting Saints du Minnesota | AMH            | 30  | 3                | 6                | 9                | 4                | -                | -  | -                    | -                    | -                    |                      |                      |
| 1976-1977  | Black Hawks de Dallas        | LCH            | 58  | 37               | 34               | 71               | 40               | 1                | 1  | 1                    | 2                    | 0                    |                      |                      |
| 1976-1977  | Maple Leafs de Toronto       | LNH            | 15  | 2                | 5                | 7                | 4                | 3                | 0  | 0                    | 0                    | 0                    |                      |                      |
| 1977-1978  | Black Hawks de Dallas        | LCH            | 22  | 13               | 9                | 22               | 11               | -                | -  | -                    | -                    | -                    |                      |                      |
| 1977-1978  | Maple Leafs de Toronto       | LNH            | 40  | 11               | 18               | 29               | 12               | -                | -  | -                    | -                    | -                    |                      |                      |
| 1978-1979  | Hawks du Nouveau-Brunswick   | LAH            | 49  | 20               | 38               | 58               | 22               | 5                | 1  | 1                    | 2                    | 8                    |                      |                      |
| 1978-1979  | Maple Leafs de Toronto       | LNH            | 26  | 4                | 3                | 7                | 2                | -                | -  | -                    | -                    | -                    |                      |                      |
| 1979-1980  | Hawks du Nouveau-Brunswick   | LAH            | 75  | 36               | 54               | 90               | 47               | 17               | 6  | 7                    | 13                   | 23                   |                      |                      |
| 1979-1980  | Maple Leafs de Toronto       | LNH            | 2   | 0                | 0                | 0                | 2                | -                | -  | -                    | -                    | -                    |                      |                      |
| 1980-1981  | Hawks du Nouveau-Brunswick   | LAH            | 40  | 17               | 41               | 58               | 22               | 8                | 6  | 5                    | 11                   | 14                   |                      |                      |
| 1980-1981  | Maple Leafs de Toronto       | LNH            | 39  | 10               | 14               | 24               | 18               | 2                | 1  | 0                    | 1                    | 0                    |                      |                      |
| 1981-1982  | Tigers de Cincinnati         | LCH            | 65  | 42               | 61               | 103              | 42               | 4                | 3  | 1                    | 4                    | 8                    |                      |                      |
| 1981-1982  | Maple Leafs de Toronto       | LNH            | 12  | 0                | 2                | 2                | 6                | -                | -  | -                    | -                    | -                    |                      |                      |
| 1982-1983  | Saints de St. Catharines     | LAH            | 80  | 50               | 72               | 122              | 65               | -                | -  | -                    | -                    | -                    |                      |                      |
| 1982-1983  | Maple Leafs de Toronto       | LNH            | -   | -                | -                | -                | -                | 4                | 1  | 0                    | 1                    | 4                    |                      |                      |
| 1983-1984  | Saints de St. Catharines     | LAH            | 80  | 47               | 62               | 109              | 44               | 7                | 0  | 5                    | 5                    | 11                   |                      |                      |
| 1984-1985  | ECD Sauerland                | 2. Bundesliga  | 29  | 20               | 27               | 47               | 37               | 3                | 2  | 2                    | 4                    | 6                    |                      |                      |
| 1984-1985  | Skipjacks de Baltimore       | LAH            | 17  | 4                | 7                | 11               | 4                | 15               | 3  | 9                    | 12                   | 4                    |                      |                      |
| 1985-1986  | Oilers de la Nouvelle-Écosse | LAH            | 65  | 30               | 36               | 66               | 36               | -                | -  | -                    | -                    | -                    |                      |                      |
| 1985-1986  | Black Hawks de Chicago       | LNH            | 7   | 1                | 0                | 1                | 2                | -                | -  | -                    | -                    | -                    |                      |                      |
| 1986-1987  | Oilers de la Nouvelle-Écosse | LAH            | 78  | 35               | 47               | 82               | 40               | 5                | 3  | 3                    | 6                    | 4                    |                      |                      |
| 1987-1988  | Indians de Springfield       | LAH            | 80  | 42               | 74               | 116              | 84               | -                | -  | -                    | -                    | -                    |                      |                      |
| 1988-1989  | Indians de Springfield       | LAH            | 50  | 28               | 36               | 64               | 42               | -                | -  | -                    | -                    | -                    |                      |                      |
| 1988-1989  | Saints de Newmarket          | LAH            | 20  | 7                | 16               | 23               | 12               | 4                | 0  | 1                    | 1                    | 6                    |                      |                      |
| 1989-1990  | Roadrunners de Phoenix       | LIH            | 82  | 41               | 68               | 109              | 89               | -                | -  | -                    | -                    | -                    |                      |                      |
| 1990-1991  | Komets de Fort Wayne         | LIH            | 81  | 40               | 80               | 120              | 111              | 19               | 11 | 7                    | 18                   | 30                   |                      |                      |
| 1991-1992  | Komets de Fort Wayne         | LIH            | 77  | 34               | 50               | 84               | 100              | 7                | 3  | 4                    | 7                    | 10                   |                      |                      |
| 1991-1992  | Red Wings de l'Adirondack    | LAH            | -   | -                | -                | -                | -                | 4                | 1  | 1                    | 2                    | 2                    |                      |                      |
| Totaux AMH | Totaux AMH                   | Totaux AMH     | 30  | 3                | 6                | 9                | 4                |                  |    |                      |                      |                      |                      |                      |
| Totaux LNH | Totaux LNH                   | Totaux LNH     | 141 | 28               | 42               | 70               | 46               | 9                | 2  | 0                    | 2                    | 4                    |                      |                      |

## Honneurs et trophées
- 1974 : nommé dans la 2e équipe d'étoiles de la OMJHL.
- 1982 : nommé dans la 2e équipe d'étoiles de la Ligue centrale de hockey.
- 1988 : nommé dans la 1re équipe d'étoiles de la Ligue américaine de hockey.
- 1988 : remporte le trophée Fred-T.-Hunt.
- 1988 : remporte le trophée John-B.-Sollenberger.
- 1999 : remporte la coupe Kelly avec les Sea Wolves du Mississippi en tant qu'entraîneur-chef.
- 2006 : remporte la coupe Calder avec les Bears de Hershey en tant qu'entraîneur-chef.
- 2008 : remporte le trophée Jack-Adams avec les Capitals de Washington en tant qu'entraîneur-chef de la LNH.

## Transactions en carrière
- 10 octobre 1985 : signe un contrat comme agent-libre avec les Black Hawks de Chicago.

## Carrière d'entraîneur
Il commence sa carrière d'entraîneur avec les Komets de Fort Wayne occupant alors le double poste de joueur et d'entraîneur-adjoint. Après sa carrière de joueur, il obtient le poste d'entraîneur-chef du Fury de Muskegon dans la Colonial Hockey League où il mène l'équipe en séries éliminatoires. Par la suite il est à la barre des Komets de Fort Wayne lors des saisons 1993-94 et 1994-95 où il est remplacé en cours de saison.
La saison 1995-96, il occupe le poste d'entraîneur-adjoint avec les Spiders de San Francisco. Il retrouve un poste d'entraîneur-chef la saison suivante dans la East Coast Hockey League. Il reste en poste 3 saisons avec les Sea Wolves du Mississippi où il remporte la Coupe Kelly en 1999.
Ce championnat lui ouvre la porte de la Ligue américaine de hockey. Il est dès la saison suivante, entraîneur-chef des Lock Monsters de Lowell. Il reste en poste deux saisons avant de quitter pour occuper les mêmes fonctions avec les Monarchs de Manchester de 2001 à 2005. En 2006, il gagne la Coupe Calder avec les Bears de Hershey à sa première saison comme entraîneur-chef.
Il occupa le poste d'entraîneur-chef des Bears jusqu'au 22 novembre 2007. Ce jour-là, il est nommé entraîneur-chef par intérim des Capitals de Washington qui viennent de congédier Glen Hanlon.
En 2008, il remporte le trophée Jack-Adams, trophée remis au meilleur entraineur-chef de la LNH, après avoir amené les Caps en séries d'après-saison pour une première fois en 4 ans. Il démissionne de son poste le 28 novembre 2011.

### Statistiques entraîneur
| Saison    | Équipe                    | Ligue |    | PJ | V  | D  | N  | Pr   | % V                         |  | Séries éliminatoires |
| 1992-1993 | Fury de Muskegon          | CoHL  | 60 | 28 | 27 | 0  | 5  | 50,8 | Éliminé au 1er tour         |  |                      |
| 1993-1994 | Komets de Fort Wayne      | LIH   | 81 | 41 | 29 | 0  | 11 | 57,4 | Éliminé en finale           |  |                      |
| 1994-1995 | Komets de Fort Wayne      | LIH   | 39 | 15 | 21 | 0  | 3  | 42,3 |                             |  |                      |
| 1996-1997 | Sea Wolves du Mississippi | ECHL  | 70 | 34 | 26 | 0  | 10 | 55,7 | Éliminé au 1er tour         |  |                      |
| 1997-1998 | Sea Wolves du Mississippi | ECHL  | 70 | 34 | 27 | 0  | 9  | 55   | Non qualifiés               |  |                      |
| 1998-1999 | Sea Wolves du Mississippi | ECHL  | 70 | 41 | 22 | 0  | 7  | 63,6 | Remporte le championnat     |  |                      |
| 1999-2000 | Lock Monsters de Lowell   | LAH   | 80 | 33 | 36 | 7  | 4  | 48,1 | Éliminé au 2e tour          |  |                      |
| 2000-2001 | Lock Monsters de Lowell   | LAH   | 80 | 35 | 35 | 5  | 5  | 50   | Éliminés au 1er tour        |  |                      |
| 2001-2002 | Monarchs de Manchester    | LAH   | 80 | 38 | 28 | 11 | 3  | 56,3 | Éliminés au 1er tour        |  |                      |
| 2002-2003 | Monarchs de Manchester    | LAH   | 80 | 40 | 23 | 11 | 6  | 60,6 | Éliminés au 1er tour        |  |                      |
| 2003-2004 | Monarchs de Manchester    | LAH   | 80 | 40 | 28 | 7  | 5  | 57,5 | Éliminés au 1er tour        |  |                      |
| 2004-2005 | Monarchs de Manchester    | LAH   | 80 | 51 | 21 | -  | 8  | 68,8 | Éliminés au 1er tour        |  |                      |
| 2005-2006 | Bears de Hershey          | LAH   | 80 | 44 | 21 | -  | 15 | 64,4 | Remporte le championnat     |  |                      |
| 2006-2007 | Bears de Hershey          | LAH   | 80 | 51 | 17 | -  | 12 | 71,3 | Eliminés en finale          |  |                      |
| 2007-2008 | Bears de Hershey          | LAH   | 15 | 8  | 6  | -  | 1  | 56,7 | Recruté en cours de saison  |  |                      |
| 2007-2008 | Capitals de Washington    | LNH   | 61 | 37 | 17 | -  | 7  | 66,4 | Éliminé au 1er tour         |  |                      |
| 2008-2009 | Capitals de Washington    | LNH   | 82 | 50 | 24 | -  | 8  | 65,9 | Éliminé au 2e tour          |  |                      |
| 2009-2010 | Capitals de Washington    | LNH   | 82 | 54 | 15 | -  | 13 | 73,8 | Éliminé au 1er tour         |  |                      |
| 2010-2011 | Capitals de Washington    | LNH   | 82 | 48 | 23 | -  | 11 | 65,2 | Éliminé au 2e tour          |  |                      |
| 2011-2012 | Capitals de Washington    | LNH   | 22 | 12 | 9  | -  | 1  | 56,8 | Congédié en cours de saison |  |                      |
| 2011-2012 | Ducks d'Anaheim           | LNH   | 58 | 27 | 23 | -  | 8  | 53,4 | Non qualifiés               |  |                      |
| 2012-2013 | Ducks d'Anaheim           | LNH   | 48 | 30 | 12 | -  | 6  | 68,8 | Éliminé au 1er tour         |  |                      |
| 2013-2014 | Ducks d'Anaheim           | LNH   | 82 | 54 | 20 | -  | 8  | 70,7 | Éliminé au 2e tour          |  |                      |
| 2014-2015 | Ducks d'Anaheim           | LNH   | 82 | 51 | 24 | -  | 7  | 66,5 | Éliminé au 3e tour          |  |                      |
| 2015-2016 | Ducks d'Anaheim           | LNH   | 82 | 46 | 25 | -  | 11 | 62,8 | Éliminé au 1er tour         |  |                      |
| 2016-2017 | Wild du Minnesota         | LNH   | 82 | 49 | 25 | -  | 8  | 64,6 | Éliminé au 1er tour         |  |                      |
| 2017-2018 | Wild du Minnesota         | LNH   | 82 | 45 | 26 | -  | 11 | 61,6 | Éliminé au 1er tour         |  |                      |
| 2018-2019 | Wild du Minnesota         | LNH   | 82 | 37 | 36 | -  | 9  | 50,6 | Non qualifiés               |  |                      |
| 2019-2020 | Wild du Minnesota         | LNH   | 57 | 27 | 23 | -  | 7  | 53,5 | Congédié en cours de saison |  |                      |
| 2021-2022 | Canucks de Vancouver      | LNH   | 82 | 40 | 30 | -  | 7  | 53,3 | Non qualifiés               |  |                      |
| 2022-2023 | Canucks de Vancouver      | LNH   | 48 | 19 | 26 | -  | 3  | 42,7 | Congédié en cours de saison |  |                      |